# Phyllodoce citrina
Phyllodoce citrina är en ringmaskart som beskrevs av Anders Johan Malmgren 1865. Phyllodoce citrina ingår i släktet Phyllodoce och familjen Phyllodocidae. Arten är reproducerande i Sverige. Inga underarter finns listade i Catalogue of Life.